# 12 февраля
12 февраля — 43-й день года  по григорианскому календарю.
До конца года остаётся 322 дня (323 дня в високосные годы).
До 15 октября 1582 года — 12 февраля по юлианскому календарю, с 15 октября 1582 года — 12 февраля по григорианскому календарю.
В XX и XXI веках соответствует 30 января по юлианскому календарю.

## Праздники и памятные дни
См. также: Категория:Праздники 12 февраля

### Международные
- День Дарвина.
- ООН — День Красной Руки (Международный день против использования детей-солдат).

### Национальные
- Венесуэла — День молодёжи.
- Мьянма — День единства.
- США — Национальный день свободы брака.

### Религиозные

#### Католицизм
- Память Дамиана Александрийского;
- память Юлиана Гостеприимного.

#### Православие[2]
- Собор вселенских учителей и святителей Василия Великого, Григория Богослова и Иоанна Златоуста;
- память священномученика Ипполита, епископа Остинского и с ним мучеников Кенсорина, Савина, Хрисии девы[3];
- память блаженной Пелагии Дивеевской (Серебренниковой) (1884);
- память священномученика Владимира Хрищеновича, пресвитера (1933);
- память мученика Стефана Наливайко (1945);
- память преподобного Зинона Каппадокийского, ученика святителя Василия Великого (V в.);
- память мученика Феофила Нового, Константинопольского (784)[4];
- память преподобного Зинона, постника Печерского (XIV в.);
- память благоверного Петра, царя Болгарского (970)[5].

### Именины
- Католические: Дамиан, Юлиан.
- Православие: Василий, Владимир, Григорий, Зинон, Иоанн, Ипполит, Кенсорин, Пелагия, Пётр, Савин, Стефан, Феофил, Хрисия.

## События
См. также: Категория:События 12 февраля

### До XIX века
- 881 — Карл III Толстый получил корону императора Запада из рук папы Иоанна VIII.
- 1049 — 152-м папой римским избран граф Бруно фон Эгисхайм-Дагсбург, принявший имя Лев IX.
- 1111 — Папа римский Пасхалий II отказывается короновать императора Священной Римской империи Генриха V, после чего тот арестовывает папу и увозит его из Рима.
- 1429
  - Столетняя война: Во время осады Орлеана англичане нанесли поражение французам в Битве близ деревни Руврэ.
  - К капитану города Вокулёр Роберу де Бодрикуру обратилась 17-летняя девушка из деревни Домреми на границе Шампани и Лотарингии и объявила, что именно ей суждено снять осаду с Орлеана, возвести дофина на трон и изгнать захватчиков из королевства. Началась эпопея Жанны д’Арк.
- 1461 — Война Алой и Белой розы: Вторая битва при Сент-Олбансе. Армия Ланкастеров одержала победу над армией Йорков под командованием графа Уорика и освободила короля Генриха VI, бывшего пленником Уорика.
- 1502 — Из Кастилии изгнаны мавры, не принявшие христианства.
- 1541 — Испанским конкистадором и первым губернатором Чили Педро де Вальдивия основан город Сантьяго-де-Чили.
- 1554 — Джейн Грей, «королева на девять дней», казнена по обвинению в узурпации власти. Она и её муж были обезглавлены в Лондоне.
- 1593 — Имдинская война: 3000 корейских солдат под командованием Квон Юла[англ.] разгромили в сражении за крепость Хэнджу[англ.] почти 30 000-ю японскую армию.
- 1606 — Мореплаватель Кирос, Педро Фернандес открыл остров Аману.
- 1629 — Война двух Ваза: Шведские войска Германа Врангеля разбили в сражении под Гужно польские части Станислава Реверы Потоцкого, пытавшиеся не дать шведам снять осаду с Бродницы.
- 1771 — Густав III стал королём Швеции, готов и вендов.
- 1797 — Впервые исполнен написанный Йозефом Гайдном гимн «Боже, храни кайзера», ставший национальным гимном Австрийской империи.

### XIX век
- 1810 — Наполеоном Бонапартом утверждён новый уголовный кодекс, действовавший затем до 1994 года.
- 1814 — Шестидневная война Наполеона: В сражении при Шато-Тьерри Наполеоном разгромлен русско-прусский арьергард корпусов Йорка и Остен-Сакена.
- 1817 — Чилийская война за независимость: В результате сражения при Чакабуко потерпело поражение правительство генерал-капитанства Чили, испанской колониальной администрации, подчинённой вице-королевству Перу. Путь к Сантьяго де Чили был теперь свободным и 14 февраля армия Хосе де Сан Мартина вошла в город.
- 1818 — Чили провозгласило свою независимость.
- 1832 — Эквадор аннексировал Галапагосские острова.
- 1833 — опубликование Свода законов Российской империи.
- 1855 — Основан Университет штата Мичиган.
- 1864 — Открыт Московский зоопарк.
- 1865 — Дмитрий Менделеев защитил диссертацию «О соединении спирта с водою». Многие уверены, что в ней он заложил основу рецепта русской водки.
- 1874 — Большинством гавайского национального собрания на престол Королевства Гавайских островов был избран Калакауа.
- 1880 — указом Александра II учреждена «Верховная распорядительная комиссия по охранению государственного порядка и общественного спокойствия».
- 1884 — Л. Е. Уотерман (L.E. Waterman), нью-йоркский торговец канцелярскими товарами, патентует капиллярную систему для авторучки.
- 1891 — Итальянским астрономом Элией Миллосевичем в обсерватории Римского колледжа открыт астероид главного пояса «Жозефина».
- 1893 — Первая итало-эфиопская война: Менелик II объявил о расторжении Уччиальского договора.
- 1898 — Первая жертва автокатастрофы: Генри Линдфильд разбивается в своей машине.
- 1899 — Испания продала Германии Каролинские, северную часть Марианских островов и Палау.

### XX век
- 1908
  - В Нью-Йорке стартовали первые автогонки вокруг земного шара.
  - Тео Хемскерк стал премьер-министром Нидерландов.
  - В Англии опубликован закон, согласно которому подвергался штрафу каждый, кто разрешал курить детям.
- 1909 — Основана Национальная ассоциация содействия прогрессу цветного населения, крупная общественная организация США, основанная для защиты прав чёрного населения. В настоящее время является одной из самых старых и влиятельных организаций, борющихся за гражданские права.
- 1912 — вдовствующая императрица Китая отреклась от трона от имени малолетнего Пу И, последним её указом Юань Шикаю предписывалось сформировать республиканское правительство.
- 1914 — Иван Горемыкин сменяет графа Владимира Коковцова на посту председателя Совета министров Российской империи.
- 1922 — Гражданская война в России: Разгром Красной Армией и Народной армией ДВР под командованием Василия Блюхера белогвардейцев под руководством генерала Викторина Молчанова под Волочаевкой.
- 1924 — В Нью-Йорке в сопровождении оркестра Пола Уайтмана впервые исполнено одно из самых известных произведений Джорджа Гершвина, «Голубая рапсодия».
- 1925 — образована Каракалпакская автономная область в составе Казахской АССР.
- 1931 — Ватиканское радио было торжественно открыто Римским Папой Пием XI, речь которого на латыни транслировалась на весь мир.
- 1933 — Айслебенское кровавое воскресенье. 600 штурмовиков и эсэсовцев ворвались в одну из гимназий Айслебена, где в это время проходила церемония посвящения в совершеннолетие членов молодёжной организации КПГ. В ходе нападения 25 человек получило серьёзные ранения, а трое были убиты.
- 1934 — Гражданская война в Австрии: Обыск в штаб-квартире социал-демократов в Линце спровоцировал вооружённое столкновение между правительственными силами и боевиками запрещённых левых организаций. Конфликт охватил крупные города Австрии, прежде всего Вену, где левые боевики забаррикадировались в рабочих кварталах.
- 1938 — Аншлюс Австрии: Канцлер Австрии Шушниг был вызван в гитлеровскую резиденцию Берхтесгаден, где под угрозой немедленного военного вторжения был вынужден подписать предъявленный ему ультиматум из трёх пунктов, фактически ставивший страну под контроль Германии и превращавший её практически в провинцию нацистской Германии.
- 1939 — Состоялись первые выборы в сейм Карпатской Украины.
- 1941
  - Североафриканская кампания: передовые подразделения немецкого Африканского корпуса под командованием Роммеля высадились в Триполи.
  - Пенициллин впервые успешно используется для излечения больного.
- 1942 — Постановлением ГКО на вооружение принята 76-мм дивизионная пушка ЗИС-3, разработанная коллективом под руководством В. Г. Грабина. Эта пушка стала самым массовым орудием Второй мировой войны и первым в мире орудием, поставленным на конвейерную сборку.
- 1943 — 37-я и 18-я армии, совместно с частью сил 46-й армии Северо-Кавказского фронта (И. И. Масленников), при поддержке партизан освободили г. Краснодар.
- 1944
  - После целого ряда провалов операций, возглавлявшихся Канарисом, Гитлер объявил об отстранении Канариса от должности, а также о том, что большая часть абвера переподчиняются Главному управлению имперской безопасности СС. После отставки Канарис был помещён в замок Лауэнштейн, покидать который ему запрещалось.
  - Ленинградско-Новгородская операция: Соединения 67-й армии Ленинградского фронта во взаимодействии с войсками Волховского фронта и партизанами освободили город Лугу.
- 1945
  - Перу объявляет войну Германии.
  - Западно-Карпатская операция: соединения 1-й гвардейской и 38-й армий 4-го Украинского фронта овладели городом Бельско-Бяла — мощным узлом сопротивления противника на подступах к Моравска-Остравскому району.
  - Будапештская операция: войска 2-го Украинского фронта Р. Я. Малиновского, сломив сопротивление противника в западной части Будапешта (Буда), заняли королевский замок и старую крепость.
  - Варкизское соглашение, заключено в Варкизе[греч.], близ Афин, между Национально-освободительным фронтом Греции (ЭАМ) и правительством Н. Пластираса после 50-дневного вооружённого сопротивления греческих левых английским войскам и их союзникам в Греции.
  - Ахилл ван Аккер занял пост премьер-министра Бельгии.
- 1946 
  - Завершилась операция «Дэдлайт» по уничтожению силами союзников трофейных немецких подводных лодок в основном в глубоких гаванях Лисахалли, Северная Ирландия, и Лох-Риэн, Шотландия. Из 154 капитулировавших субмарин 121 была уничтожена, остальные 33 были поделены между союзниками.
  - Возвращавшийся в военной форме домой после демобилизации чернокожий ветеран Второй мировой войны Айзек Вудард[англ.] был избит полицейскими и из-за травм потерял зрение[6][7].
- 1947 — падение Сихотэ-Алинского метеорита в горах Сихотэ-Алинь (СССР).
- 1949 — Основатель международной религиозно-политической ассоциации «Братья-мусульмане», Хасан аль-Банна застрелен в Каире, его убийца так и не был пойман.
- 1950 — 23 европейскими теле- и радиокомпаниями средиземноморского региона на конференции в курортном городе Торки, графство Девон, Великобритания, создан Европейский вещательный союз, крупнейшее объединение национальных вещательных организаций в мире. ЕВС является организатором ежегодного конкурса песни Евровидение, Детского конкурса песни Евровидение и Танцевального конкурса Евровидение.
- 1955 — Принято Постановление Совета Министров СССР № 292—181 о создании полигона по испытаниям межконтинентальной баллистической ракеты и запуску искусственных спутников Земли — научно-исследовательского и испытательного полигона № 5 Министерства обороны СССР (НИИП-5). Местом строительства был выбран Казахстан. Ныне полигон с 1961 года известен как космодром Байконур. Директором строительства назначен генерал А. И. Нестеренко.
- 1957 — Роберт Венторф получает боразон (кубический нитрид бора) — один из самых твёрдых материалов на Земле.
- 1958 — В Китае, в рамках политики Большого скачка, началась масштабная кампания по борьбе с сельскохозяйственными вредителями. Замысел кампании был в уничтожении «четырёх вредителей» — крыс, комаров, мух и воробьёв. Кампания против воробьёв приняла наиболее массовый характер.
- 1961 — В Советском Союзе в сторону планеты Венера запущена автоматическая межпланетная станция «Венера-1». «Венера-1» стала первым космическим аппаратом, пролетевшим на близком расстоянии от планеты Венера.
- 1963 — Катастрофа Boeing 720 в Эверглейдсе, 43 погибших.
- 1968
  - Война во Вьетнаме: южнокорейские десантники убивают 79 мирных жителей[кор.] деревень Пьёнг-Хи и Пьёнг-Хат (уезд Диенбан, Куангнам).
  - Катастрофа Ан-2 под Усть-Каменогорском.
- 1973 — аппарат «Марс-5» успешно выходит на орбиту Марса.
- 1974 — арестован Александр Солженицын, который был обвинён в измене Родине и лишён советского гражданства. 13 февраля он был выслан из СССР (доставлен в ФРГ на самолёте). 14 февраля 1974 года был издан приказ начальника Главного управления по охране государственных тайн в печати при Совете министров СССР «Об изъятии из библиотек и книготорговой сети произведений Солженицына А. И.». Архив и военные награды писателя помог тайно вывезти за рубеж помощник военного атташе США Вильям Одом.
- 1979
  - с помощью ракет «Стрела-2» в районе Кариба вскоре после вылета из Солсбери сбит[англ.] самолёт Vickers Viscount авиакомпании Air Rhodesia[англ.] с зимбабвийскими повстанцами. Все 59 человек на борту погибли.
  - Запущен «Космос-1076», первый советский океанографический спутник.
- 1981 — катастрофа Ил-14 на острове Хейса (земля Франца-Иосифа), погибли 2 человека.
- 1990 — в Душанбе началось политическое противостояние сил правительства и оппозиции, приведшее к гражданской войне.
- 1991 — Верховный Совет Украинской ССР принял Закон «О восстановлении Крымской Автономной Советской Социалистической Республики».
- 1992 — Вступила в силу Конституция Монголии.
- 1994
  - В Лиллехаммере король Норвегии Харальд V открыл XVII зимние Олимпийские игры.
  - Из Национального музея Норвегии украдена наиболее знаменитая, вторая по счёту версия картины норвежского художника Эдварда Мунка «Крик». Несколькими месяцами позже она была возвращена на своё место.
- 1999 — Сенатом США отклонён импичмент Билла Клинтона по обвинению в лжесвидетельстве в связи с делом о сексуальной связи с Моникой Левински.

### XXI век
- 2002
  - Катастрофа Ту-154 под Хорремабадом (Иран), погибли 119 человек.
  - В Международном трибунале по военным преступлениям в бывшей Югославии в Гааге началось рассмотрение дела по обвинению бывшего президента Союзной Республики Югославия Слободана Милошевича в военных преступлениях.
- 2008
  - Взрыв мечети Хосейнийе-Шохада в Ширазе. В результате происшествия погибли 12 человек, 202 получили ранения.
  - Закончилась забастовка Гильдии сценаристов США, начавшаяся 5 ноября 2007 года.
- 2009
  - Bombardier Q400 врезался в жилой дом в г. Клэренс близ Буффало (США). Погибли все 48 человек, находившиеся на борту, а также житель дома.
  - Зиллур Рахман провозглашён президентом Бангладеш без проведения голосования.
- 2010
  - В Ванкувере открылись XXI зимние Олимпийские игры. Участники и гости торжественной церемонии почтили минутой молчания память грузинского спортсмена-саночника Нодара Кумариташвили, погибшего во время тренировочного заезда в этот же день.
  - Начало крупной наступательной операции «Моштарак» в Афганистане, крупнейшей с начала войны в 2001 году.
  - Вступил в должность во второй раз Президент Абхазии Сергей Багапш.
  - Профессор биологии Алабамского университета в городе Хантсвилл (штат Алабама, США), Эми Бишоп, открыла стрельбу на собрании преподавателей биологического факультета, в результате чего погибли трое человек и ещё трое ранены.

## Родились
См. также: Категория:Родившиеся 12 февраля

### До XIX века

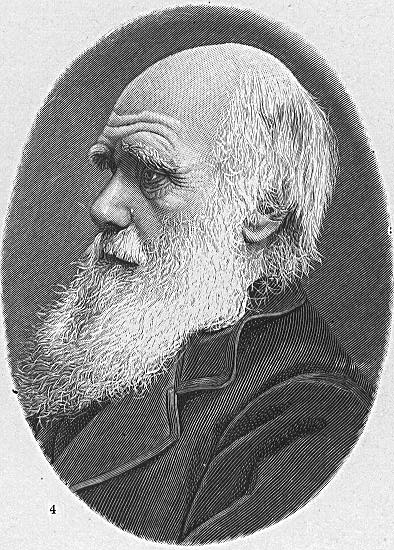
Ч. Дарвин

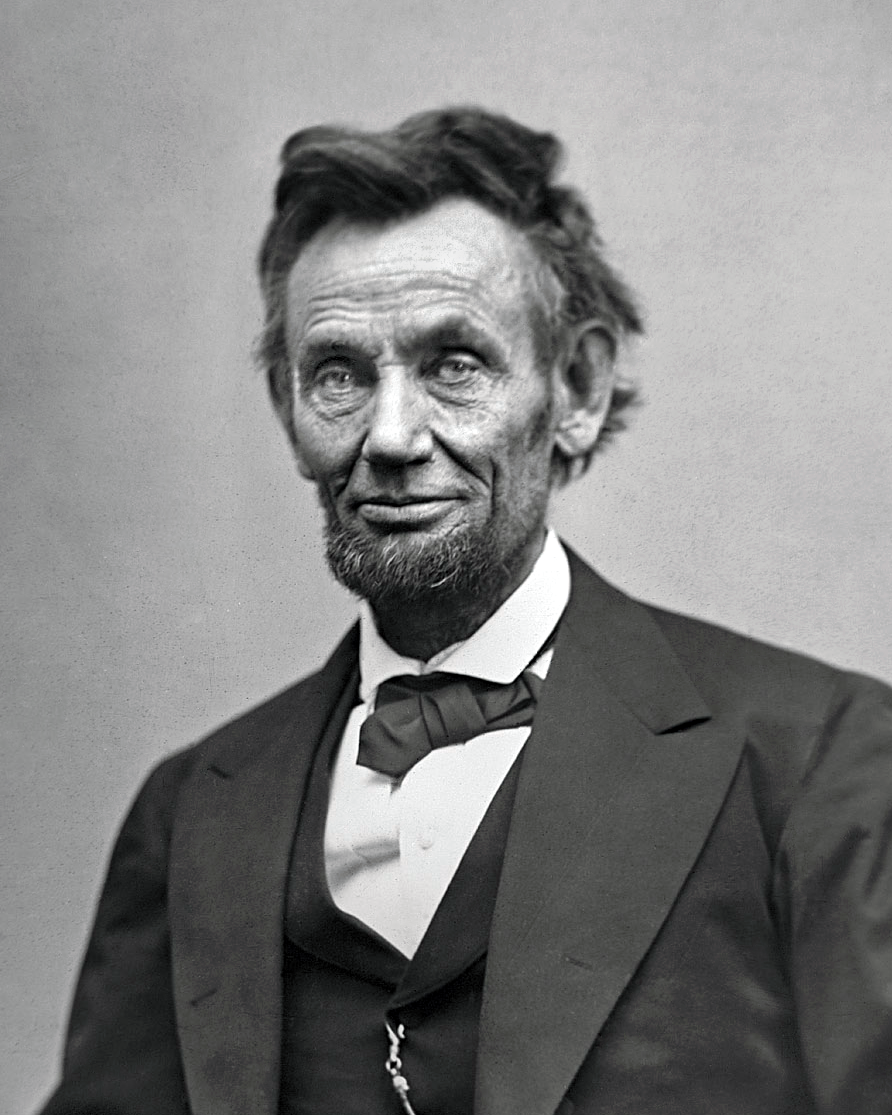
А. Линкольн

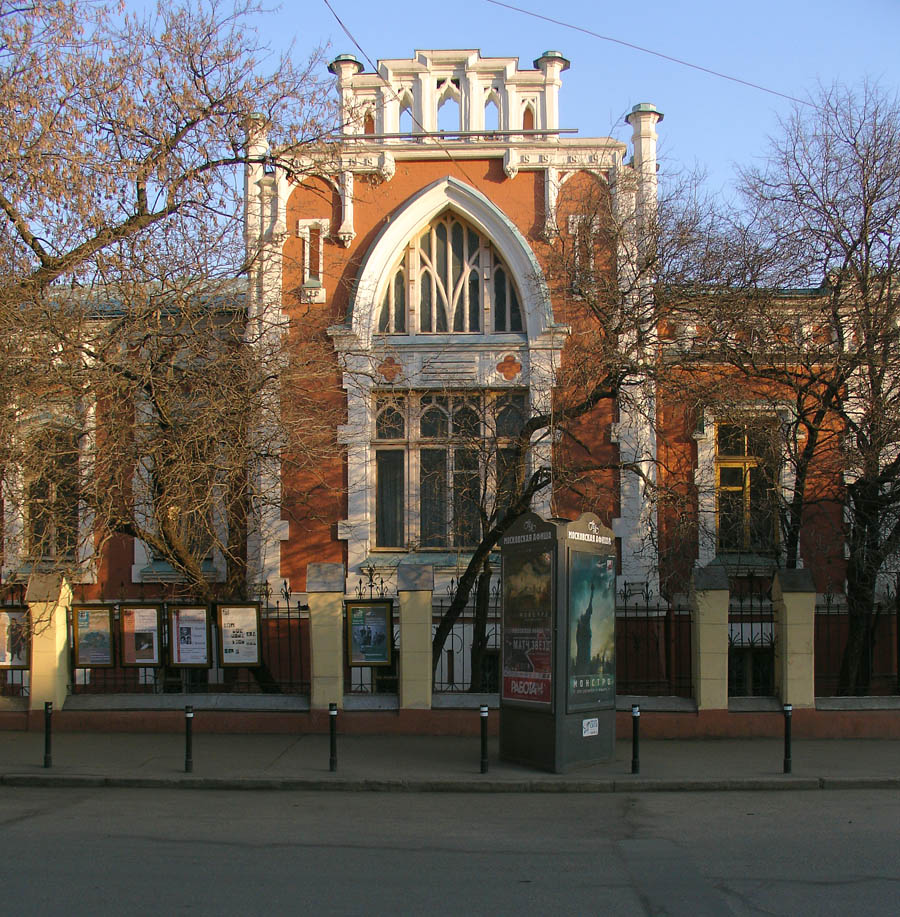
Основное здание Театрального музея им. А. А. Бахрушина на ул. Бахрушина в Москве

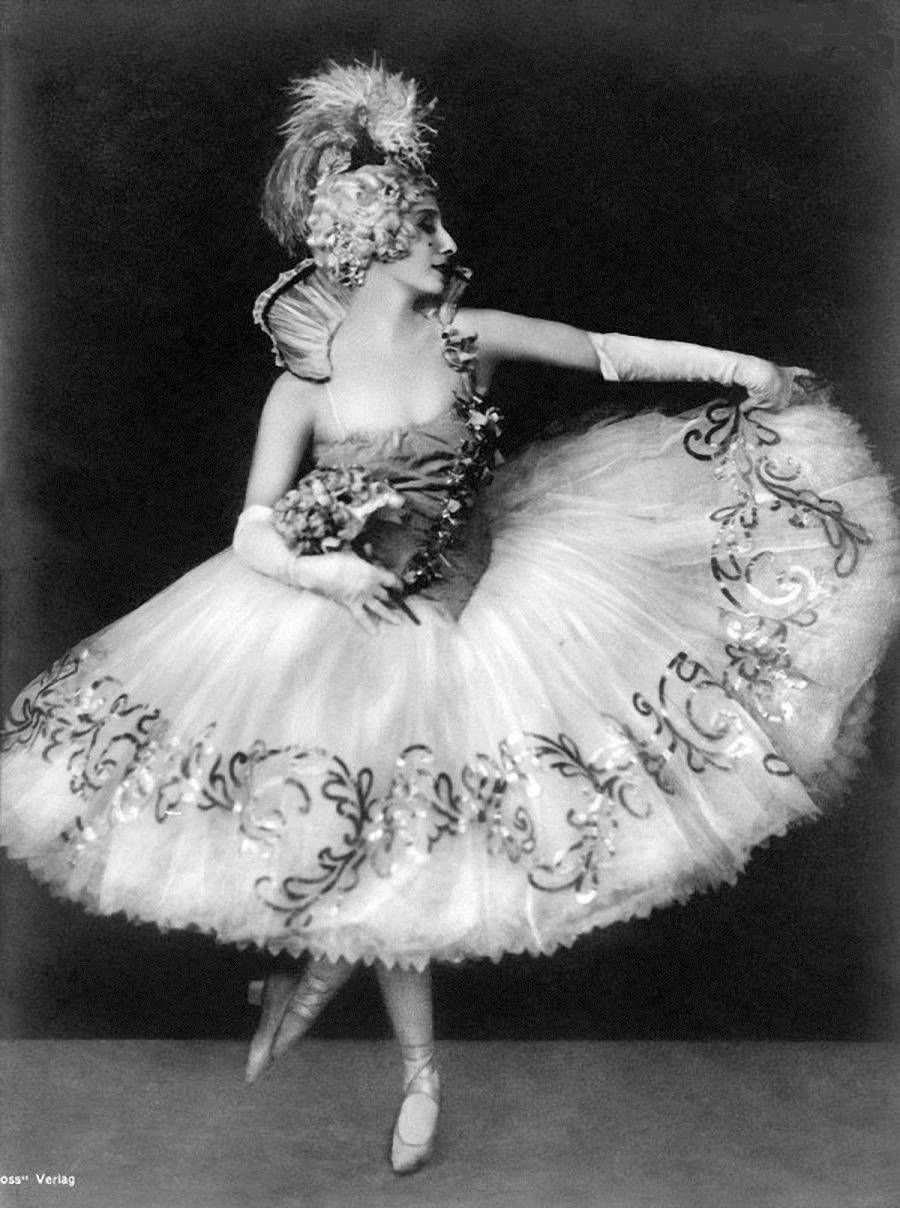
А. Павлова

- 41 — Тиберий Клавдий Цезарь Британник (отравлен в 55), сын римского императора Клавдия.
- 1074 — Конрад (ум. 1101), король Германии (1087—1098) и Италии (1093—1098).
- 1572 — Джон Донн (ум. 1631), английский поэт и проповедник, крупнейший представитель метафизического направления в поэзии.
- 1665 — Рудольф Якоб Камерариус (ум. 1721), немецкий врач и ботаник.
- 1715 — Уильям Уайтхед (ум. 1785), английский драматург и поэт-лауреат.
- 1768 — Франц II (ум. 1835), последний император Священной Римской империи (1792–1806), под именем Франц I — первый император Австрии (с 1804), король Богемии и Венгрии (с 1792).

### XIX век
- 1809
  - Чарльз Дарвин (ум. 1882), английский натуралист и путешественник, автор эволюционной теории развития живых организмов (дарвинизма).
  - Авраам Линкольн (убит в 1865), 16-й президент США (1861—1865).
- 1814 — Женни фон Вестфален (ум. 1881), немецкий политик, жена Карла Маркса.
- 1828 — Джордж Мередит (ум. 1909), английский писатель.
- 1839 — Виктор Василенко (ум. 1914), российский и украинский этнограф, статистик, один из авторов ЭСБЕ.
- 1855 — Николай Синельников (ум. 1939), режиссёр, актёр, театральный деятель, народный артист РСФСР.
- 1857 — Эжен Атже (ум. 1927), французский фотохудожник.
- 1861 — Лу Андреас-Саломе (ум. 1937), русская и немецкая писательница, философ, психоаналитик.
- 1865
  - Алексей Бахрушин (ум. 1929), русский купец, меценат, коллекционер, основатель Театрального музея.
  - Казимеж Пшерва-Тетмайер (ум. 1940), польский поэт, прозаик, драматург.
- 1866 — Лев Шестов (при рожд. Иегуда Лейб Шварцман; ум. 1938), русский философ-экзистенциалист, эссеист.
- 1870 — Борис Фармаковский (ум. 1928), российский историк искусства, археолог, историк античности.
- 1872 — Витольд Бялыницкий-Бируля (ум. 1957), белорусский живописец-пейзажист, народный художник БССР и РСФСР.
- 1877 — Луи Рено (ум. 1944), французский промышленник, один из основателей компании Renault.
- 1879
  - Болеслав Балзукевич (ум. 1935), польский скульптор.
  - Елена Рерих (ум. 1955), русский философ, писательница, общественный деятель.
- 1881 — Анна Павлова (ум. 1931), русская артистка балета, одна из величайших балерин XX века.
- 1884 — Макс Бекман (ум. 1950), немецкий художник, мастер портрета.
- 1885 — Юлиус Штрейхер (казнён в 1946), немецкий нацист, идеолог расизма, издатель пропагандистской прессы.
- 1893 — Омар Нельсон Брэдли (ум. 1981), американский генерал, начальник Генерального штаба армии, первый председатель Объединённого комитета начальников штабов США.
- 1895
  - Мирон Полякин (ум. 1941), российский и советский скрипач и педагог.
  - Георгий Ряжский (ум. 1952), живописец, действительный член Академии художеств СССР.
- 1899 — Юхан Грёттумсбротен (ум. 1983), норвежский двоеборец и лыжник, трёхкратный олимпийский чемпион.
- 1900 — Василий Чуйков (ум. 1982), дважды Герой Советского Союза, Маршал, командующий 62-й армии.

### XX век
- 1901 — Юозас Микенас (ум. 1964), литовский скульптор-монументалист, педагог, народный художник СССР.
- 1908 — Жан Эффель (наст. имя Франсуа Лежён; ум. 1982), французский художник-карикатурист.
- 1910 — Ли Бён Чхоль (ум. 1987), южнокорейский предприниматель, основатель «Samsung Group», один из самых успешных бизнесменов Республики Корея.
- 1911 — Антонио Гусман Фернандес (ум. 1982), доминиканский политик и бизнесмен, президент Доминиканской Республики (1978—1982).
- 1912 — Всеволод Якут (наст. фамилия Абрамович; ум. 1991), актёр театра и кино, мастер художественного слова, режиссёр эстрады, народный артист СССР.
- 1914 — Михаил Названов (ум. 1964), актёр театра, кино и дубляжа, кинорежиссёр, сценарист, певец, заслуженный артист РСФСР.
- 1915 — Василий Ажаев (ум. 1968), русский советский писатель.
- 1916 — Готлиб Ронинсон (ум. 1991), актёр театра и кино, народный артист РСФСР.
- 1919 — Ферруччо Валькареджи (ум. 2005), итальянский футболист и тренер.
- 1923 — Франко Дзеффирелли (ум. 2019), итальянский режиссёр театра, оперы и кино, сценарист, продюсер, художник.
- 1926
  - Ольга Воронец (ум. 2014), певица в жанре народной и эстрадной музыки, народная артистка РСФСР.
  - Ирене Камбер (ум. 2024), итальянская фехтовальщица на рапирах, тренер; олимпийская чемпионка (1952).
- 1931 — Леонид Болдин (ум. 2013), российский певец (бас), педагог, народный артист СССР.
- 1933 — Коста-Гаврас, греческий и французский кинорежиссёр и сценарист.
- 1934 — Светлана Безродная, советская и российская скрипачка, дирижёр, художественный руководитель «Вивальди-оркестра», народная артистка РФ.
- 1935
  - Грант Матевосян (ум. 2002), армянский советский писатель-прозаик и киносценарист.
  - Гюлли Чохели, советская и грузинская эстрадная певица.
- 1939 — Рэй Манзарек (ум. 2013), американский музыкант, певец, режиссёр, автор песен, клавишник группы «The Doors».
- 1941 — Наоми Уэмура (погиб в 1984), японский путешественник-экстремал.
- 1942
  - Эхуд Барак (фамилия при рожд. Бруг), премьер-министр Израиля (1999—2001).
  - Терри Бисон (ум. 2024), американский писатель-фантаст.
- 1944
  - Властимил Горт, чехословацкий и немецкий шахматист, гроссмейстер.
  - Людмила Гнилова, советская и российская актриса театра, кино и озвучивания.
  - Клаудия Мори (наст. фамилия Морони), итальянская певица, киноактриса и телепродюсер, супруга Адриано Челентано.
- 1945 — Борис Быстров (ум. 2024), советский и российский актёр кино и дубляжа, диктор, народный артист РФ.
- 1950 
  - Майкл Айронсайд, канадский актёр и режиссёр
  - Стив Хэкетт, британский гитарист и автор песен, бывший участник рок-группы «Genesis».
- 1952 — Наталия Потапова (ум. 2025), советская и российская актриса театра и кино. Заслуженная артистка Российской Федерации (1996).
- 1954 — Филипп Циммерман, американский программист, создатель PGP.
- 1957 — Пётр Подгородецкий, советский и российский музыкант, шоумен, клавишник рок-группы «Машина времени».
- 1959 — Сергей Коржуков (погиб в 1994), советский и российский певец, композитор, поэт, первый солист группы «Лесоповал».
- 1961 — Мишель Мартейи, гаитянский музыкант, предприниматель и политик, президент Гаити (2011—2016).
- 1963 — Игорь Стельнов (ум. 2009), советский и российский хоккеист, двукратный олимпийский чемпион.
- 1967 — Анита Вахтер, австрийская горнолыжница, олимпийская чемпионка в комбинации (1988).
- 1968 — Джош Бролин, американский актёр кино и телевидения.
- 1969 
  - Даррен Аронофски, американский кинорежиссёр, сценарист и продюсер.
  - Стив Бакли, британский метатель копья, трёхкратный призёр Олимпийских игр.
- 1970 — Сергей Фургал, российский политический и государственный деятель, губернатор Хабаровского края (2018—2020).
- 1973 — Джанни Ромме, нидерландский конькобежец, двукратный олимпийский чемпион 1998 года
- 1974 — Дмитрий Лоськов, советский и российский футболист, тренер.
- 1975 — Регла Торрес, кубинская волейболистка, трёхкратная олимпийская чемпионка (1992, 1996, 2000), лучшая волейболистка XX века по версии ФИВБ
- 1980
- Кристина Риччи, американская актриса и продюсер.
- Gucci Mane (наст. имя Рэдрик Делантик Дэвис), американский рэп-исполнитель, автор песен.
- 1981
  - Олег Сапрыкин, российский хоккеист, чемпион мира (2009).
  - Рауль Энтрерриос, испанский гандболист, чемпион мира и Европы, двукратный призёр Олимпийских игр.
- 1984 — Катрин Ибаргуэн, колумбийская легкоатлетка, олимпийская чемпионка 2016 года в тройном прыжке.
- 1987 — Меган Агоста, канадская хоккеистка, трёхкратная олимпийская чемпионка (2006, 2010, 2014)
- 1988 — Николас Отаменди, аргентинский футболист.
- 1989 — Александр Соколовский, российский актёр театра и кино.
- 1991
  - Мартине Граэл, бразильская яхтсменка, двукратная олимпийская чемпионка.
  - Эрвин Нгапет, французский волейболист, олимпийский чемпион (2020).
  - Барт Свингс, бельгийский конькобежец, олимпийский чемпион.
- 1993
  - Дженнифер Стоун, американская киноактриса.
  - Анаис Шевалье-Буше, французская биатлонистка, призёр Олимпийских игр.

## Скончались
См. также: Категория:Умершие 12 февраля

### До XIX века
- 1559 — Отто Генрих (р. 1502), пфальцграф Пфальц-Нойбурга (с 1505), курфюрст Пфальца (с 1556), деятель немецкой Реформации, библиофил и меценат.
- 1700 — Алексей Шеин (р. 1652), государственный деятель России, полководец, сподвижник Петра I, участник Крымских и Азовских походов, первый российский генералиссимус.
- 1763 — Пьер де Мариво (р. 1688), французский драматург и прозаик.
- 1798 — Станислав Август Понятовский (р. 1732), последний король польский и великий князь литовский (1764—1795).
- 1799 — Ладзаро Спалланцани (р. 1729), итальянский натуралист и физик, иезуит.

### XIX век
- 1804 — Иммануил Кант (р. 1724), немецкий философ.
- 1834 — Фридрих Шлейермахер (р. 1768), немецкий философ, теолог.
- 1850 — Ефрем Мухин (р. 1766), русский врач, доктор медицины.
- 1872 — Эдвард Джеймс Рой (р. 1815), пятый президент Либерии (1870—1871).
- 1886
  - Адольф Берже (р. 1828), российский историк-востоковед, кавказовед, археограф.
  - Рандольф Калдекотт (р. 1846), британский художник, один из родоначальников детской книжной иллюстрации.
- 1894 — Ханс фон Бюлов (р. 1830), немецкий дирижёр, пианист, педагог, композитор.

### XX век
- 1904 — Антонио Лабриола (род. 1843), итальянский философ-марксист.
- 1905 — Марсель Швоб (р. 1867), французский писатель-символист.
- 1912 — Ипполит Ланглуа (р. 1839), французский генерал и сенатор; член Французской академии[8].
- 1915 — Эмиль Вальдтейфель (р. 1837), французский композитор, дирижёр и пианист.
- 1931 — Самед-бек Мехмандаров (р. 1855), генерал от артиллерии русской армии, военный деятель Азербайджанской Демократической Республики и СССР[9].
- 1935 — Жорж Огюст Эскофье (р. 1846), французский ресторатор, автор книг по кулинарии.
- 1938 — Павел Трубецкой (р. 1866), русский скульптор и художник.
- 1942 — убит Авраам Штерн (р. 1907), еврейский поэт и сионистский деятель, основатель и руководитель подпольной организации «ЛЕХИ».
- 1943 — Михаил Сабашников (р. 1871), русский советский книгоиздатель, политический деятель.
- 1947 — Курт Левин (р. 1890), немецкий и американский психолог.
- 1953 — Семён Гудзенко (р.1922), русский советский поэт, журналист, военный корреспондент.
- 1954 — Дзига Вертов (при рождении Давид Кауфман; р. 1896), советский кинорежиссёр, один из основоположников документального кино.
- 1958 — Марсель Кашен (р. 1869), французский коммунист, крупный деятель Социнтерна и Коминтерна.
- 1959 — Александр Теодоров-Балан (р. 1859), болгарский языковед, историк литературы, академик.
- 1966
  - Элио Витторини (р. 1908), итальянский писатель, критик, переводчик.
  - Иван Филимонов (р. 1890), русский советский невролог, невролог, нейроанатом, академик АМН СССР.
- 1974 — Николай Калинин (р. 1937), советский кинорежиссёр.
- 1976 — Леонид Варпаховский (р. 1908), режиссёр театра и кино, киновед, сценарист, художник, народный артист РСФСР.
- 1979 — Жан Ренуар (р. 1894), французский кинорежиссёр, сын художника Огюста Ренуара, обладатель «Оскара».
- 1981 — Лев Атаманов (р. 1905), кинорежиссёр, один из зачинателей советской мультипликации, народный артист РСФСР.
- 1984
  - Анна Андерсон (урождённая Анастасия Чайковская; р. 1896), самозванка, на протяжении нескольких десятилетий выдававшая себя за чудом спасшуюся дочь российского императора Николая II великую княжну Анастасию.
  - Хулио Кортасар (р. 1914), аргентинский писатель и поэт, представитель направления «магический реализм».
- 1986 — Гай Дуглас Гамильтон Уоррак (р. 1900), шотландский дирижёр и композитор.
- 1996 — Владимир Гаглоев (р. 1927), осетинский писатель-прозаик, драматург, публицист.
- 1998 — Танвир Дар (р. 1947), пакистанский хоккеист (хоккей на траве), олимпийский чемпион (1968).

### XXI век
- 2006 — Питер Бенчли (р. 1940), американский писатель и сценарист, автор романа «Челюсти».
- 2013 — Геннадий Удовенко (р. 1931), украинский политик, дипломат, министр иностранных дел Украины в 1994—1998 гг.
- 2017 — Эл Джерро (р. 1940), американский джазовый музыкант и певец, семикратный лауреат премии «Грэмми».
- 2019 — Гордон Бэнкс (р. 1937), английский футболист, вратарь, чемпион мира (1966).
- 2022 
  - Зинаида Кириенко (р. 1933), советская и российская актриса, народная артистка РСФСР.
  - Айван Райтман (р. 1946), канадский кинорежиссёр и продюсер.
- 2023 — Вадим Абдрашитов (р. 1945), советский и российский кинорежиссёр и педагог.
- 2024 — Тамаш Деак (р. 1928), венгерский композитор и дирижёр. Автор музыки к заставке советского мультсериала «Ну, погоди!».
- 2025 — Камал Ормантаев (р. 1936), советский и казахстанский врач-педиатр, доктор медицинских наук, заслуженный деятель науки, академик НАН РК.

## Народный календарь, приметы и фольклор Руси

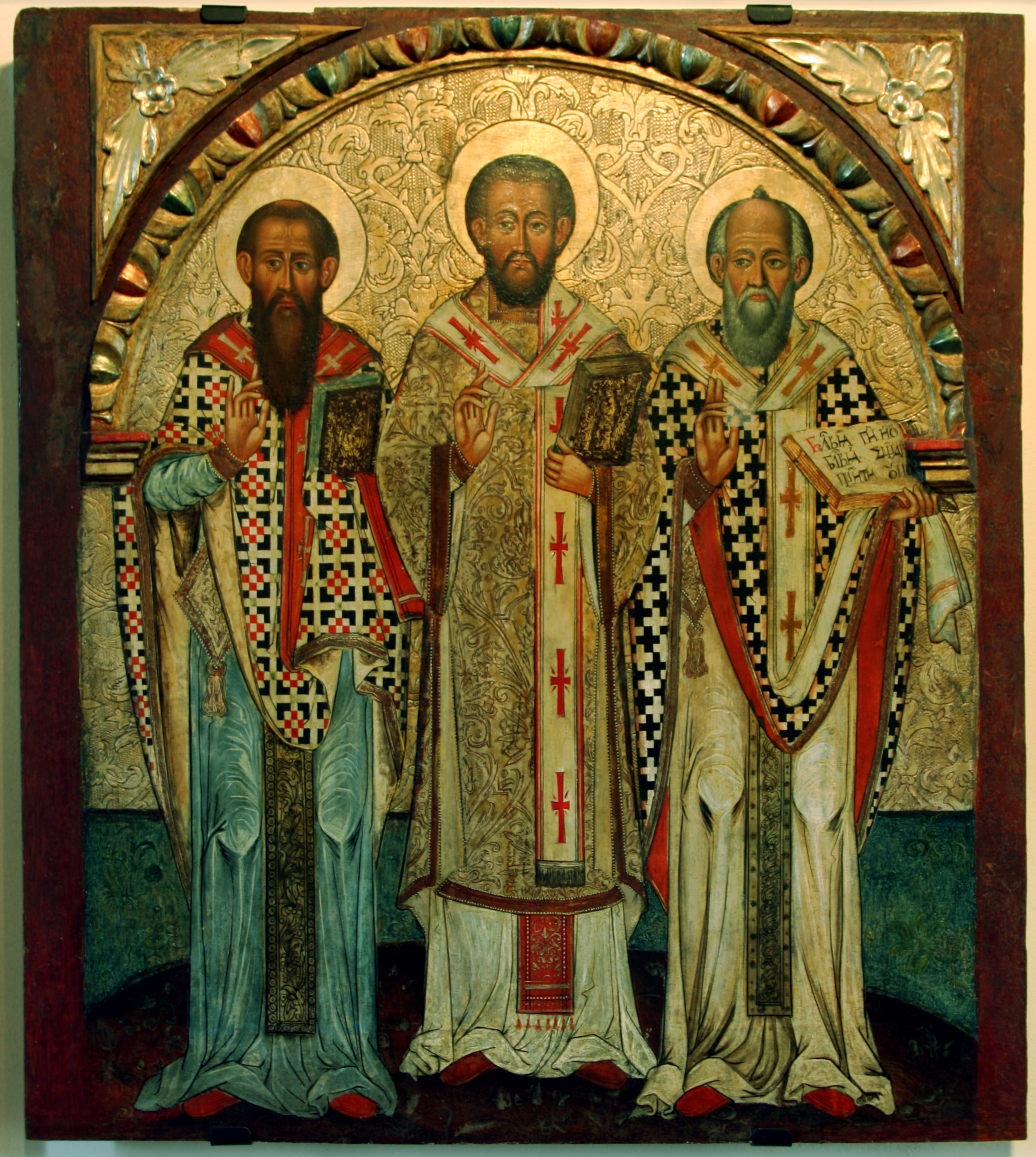
Собор трёх вселенских учителей и святителей

День трёх святителей — Василия Великого, Григория Богослова, Иоанна Златоуста.
- В старину на Руси было народное поверье: «На трёх святителей нельзя прясть», оттого называют этот день ещё и «днём трёх святителей-непрядильщиков»[10].
- Красная Луна — к большому ветру.
- Ветер понёсся — к сырому году.
- Приходят зайцы в сады — будет февраль суровым.
- Волки воют под жильём — к будущему морозу.
- За сутки до оттепели мыши выходят из-под лесной подстилки на снег.
- Коли деревья покрылись инеем, значит, быть теплу.
- Если подул ветер с севера, а туч нет — быть большим холодам.
- Коли солнце зимой закатывается в тучу — будет буран.
- Снегирь скрипит, значит, будут снег, вьюга и слякоть[11].